# Iolande Cadrin-Rossignol
 (octobre 2024).
Pour les articles homonymes, voir Rossignol (homonymie).
Iolande Cadrin-Rossignol est une réalisatrice, productrice et scénariste canadienne née le 28 juillet 1942 à Montréal (Canada). Elle a été directrice générale de la Cinémathèque québécoise de décembre 2011 à juin 2015. Elle est de retour dans le secteur privé à titre de scénariste, de réalisatrice et d'auteur. 
Diplômée des deux Conservatoires de musique et d’art dramatique du Québec, formée en animation de groupe et en communication, Iolande Cadrin-Rossignol œuvre dans tous les médias. Elle est auteure, scénariste et productrice de plusieurs émissions de radio, de télévision et de courts, moyens et longs-métrages documentaires et dramatiques.
Elle a enseigné dans trois universités québécoises et donne régulièrement des ateliers dans les domaines des processus de création, de la musique et du cinéma. Elle a présidé trois regroupements professionnels dont elle est toujours membre : l’ARRQ, la Cinémathèque québécoise et Les Films de l’autre. Elle agit aussi à titre de consultante, d’auteure-conseil et de membre de jury au Canada et à l’étranger.

## Biographie

### Réalisatrice, productrice, scénariste
Après ses études, elle a animé pendant plusieurs années des ateliers de création pluridisciplinaire qui l’ont menée dans la plupart des régions du Québec, dans le nord de l’Ontario et de l’Acadie. Dans le cadre d’une compagnie de cinéma et d’intervention, fondée avec plusieurs autres artistes, In Media, elle poursuit en même temps sa carrière de musicienne, écrit ou interprète plusieurs séries et réalise son premier film, un court-métrage, qui, déjà, fait état de son souci d’écologie : La question que je me pose (1973), avec le scientifique Pierre Dansereau.
Par la suite, elle développe avec l’équipe d’In Média de nouvelles techniques d’intervention sociale par le cinéma, aussi bien en documentaire qu’en fiction. Puis elle réalise ou parfois, coréalise, avec Fernand Dansereau, plusieurs courts ou longs métrages, à caractère à la fois populaire et expérimental, dont la série de dramatiques télévisés L’amour quotidien (1974), une série documentaire sur le patrimoine québécois Un pays, un goût une manière (1976) et l’expérience majeure du long métrage de fiction : Thedford au milieu de notre vie (1978). 
Durant sept ans, elle s’établit dans la ville de Québec où elle fonde une entreprise de production, Animage Inc, et une entreprise de distribution de films, Cinéforum. Elle scénarise et réalise alors quelques-uns de ses films les plus importants, dont les longs-métrages documentaires : La tradition de l’orgue au Québec ; Rencontre avec une femme remarquable : Laure Gaudreault (docudrame). Ces films ont largement rencontré leur public, dans les salles et à la télévision. Par ailleurs, au même moment, elle maintient une activité d’enseignement de la production cinématographique à l’École nationale de théâtre, à l’Université Laval à Québec puis à l’Université du Québec à Montréal. 
De retour à Montréal, son engagement dans le milieu cinématographique l’amène à présider les destinées de l’ARRFQ durant cinq ans. Elle aura le bonheur de voir ce travail reconnu par ses collègues qui lui décerneront le premier prix Lumières.
Durant cette période, elle réalise le long-métrage (docudrame) Contes-des-mille-et-un jours : Jean Desprez (La Maison des Quatre, 1986); scénarise un long-métrage sur Menaud, Maître-Draveur et publie aux Éditions Fides un livre sur son auteur, Félix-Antoine Savard : Le continent imaginaire.
Membre, puis présidente, du Conseil d’administration de la Cinémathèque québécoise, elle travaille avec ardeur à l’élaboration d’un concept muséal inédit et est professeur responsable de l’enseignement du cinéma au Département des communications de l’UQAM.
Durant deux ans, de 1988 à 1990, elle interrompt son travail de réalisatrice et de scénariste pour occuper le poste de responsable des Productions extérieures au Service des dramatiques de la Société Radio-Canada. Ensuite, avec Le Verseau international et GMT productions, elle travaille à titre d’auteure-conseil, sur une série de dramatiques pour la jeunesse destinée à France 2 : Carré d’As, tout en y développant ses propres scénarios tels que As far as one can judge, long-métrage dramatique. 
Un heureux accident de parcours lui permet de mettre en scène La Flûte enchantée de Mozart pour l’Atelier d’opéra de l’Université McGill. Ce retour à sa passion pour le théâtre et la musique est salué par la critique montréalaise. 
À l’automne 1992, l'Office national du film du Canada lui confie le poste productrice-responsable du Studio D du Programme français (ne pas confondre avec le célèbre studio D du Programme anglais) où elle œuvre durant trois ans et demi. Elle y a produit non seulement des documentaires, mais un film d’animation et un autre de danse contemporaine, chorégraphié par José Navas : Lodela (1996, réalisé par Philippe Baylaucq). Ce film a été nommé dans plus de 14 Festivals et a remporté plusieurs récompenses.
Parmi les dix-sept films à son crédit, entre autres les longs-métrages de plusieurs cinéastes seniors, elle prend en charge avec grand intérêt la responsabilité des jeunes gagnants de la Course autour du monde (Denis Villeneuve, Marie-Claude Harvey, Guy Nantel). Avec enthousiasme, elle défend leurs projets de tourner à l’étranger (Jamaïque, Soudan, Chine). À noter que neuf des dix-sept films qu’elle produira dans le cadre du Studio D se déroulent dans des pays autres que le Canada. 
Quand elle réintègre le secteur privé, en 1996, Le Verseau International, en coproduction avec VSP, lui propose de faire la recherche, la scénarisation et la réalisation, d’une mini série intitulée Au nom de tous les dieux (Sectes mensonges et idéaux), en France. Cette mini-série de cinq heures traite des sectes et des nouvelles religions, avec des experts nord-américains et européens, et est coréalisée avec le sociologue français Frédéric Lenoir. Elle sera diffusée à Canal D puis lancée sur la Cinquième chaîne, en France. Cette série a donné naissance à un livre et a été diffusée sur plusieurs chaînes européennes, dont TV5.
Depuis 1998, elle travaille souvent avec l’une des compagnies les plus réputées de Montréal : InformAction. Productrice associée de Nathalie Barton et scénariste pour la coproduction de Bad Girl, elle y développe ensuite avec Doina Harap, réalisatrice, pour Télé-Québec, un premier film sur le thème de Vivre en solo (2002), récipiendaire sur scénario du Fonds documentaire francophone de Rogers Communications. Ce premier film sera suivi de deux autres documentaires et constitue, en bout de piste, une mini série sur laquelle elle aura travaillé pour l’ensemble à titre de scénariste et de productrice au contenu : Solo Parents  et Vieillir solo : le défi. 
En 2003, elle est scénariste et réalisatrice du film Hubert Reeves – Conteur d’étoiles, pour lequel elle conçoit et réalise le premier DVD original du Programme français de l’Office National du Film du Canada, dit "à valeur ajoutée". Ce produit de l’ONF continue de s’avérer l’une des meilleures ventes de l’ONF et est distribué avec succès en France par les Éditions Montparnasse.
En 2010, à titre de conceptrice, scénariste et de productrice au contenu, elle termine, en coréalisation avec Denis Blaquière, pour le groupe ECP, une mini-série innovante : Du Big Bang au Vivant, sur l’aventure contemporaine de l’astrophysique et de la cosmologie, avec les deux meilleurs communicateurs scientifiques francophones, Hubert Reeves et Jean-Pierre Luminet. Ce documentaire fut nommé dans la catégorie meilleur documentaire au  Festival de Télévision de Banff 2011. Iolande Cadrin-Rossignol a participé également à la création du site Internet associé au long-métrage et à la minisérie : Du Big Bang au Vivant.

### Autres activités professionnelles
Ses activités professionnelles l’amènent par ailleurs à participer régulièrement à divers jurys et comités de sélection, tels que celui du Festival de Télévision de Banff – elle a eu le plaisir d’y visionner, entre autres, la production annuelle des téléfilms, des miniséries dramatiques, des émissions interactives et de ‘pop science’. 
Fait à noter, à l’automne 2007, elle se rendait en Chine pour siéger sur un jury de documentaire au Festival International de Télévision du Sichuan (Chine) ; elle siège aussi ponctuellement à l’Atelier de programme de l’Office national du Film ; à Vues d'Afrique, à l’ACDI, au Conseil des Arts du Canada, au nouveau Festival Eurofest, etc. 
Elle aime travailler comme consultante avec d’autres cinéastes et suit fidèlement le travail de Jean-Nicolas Ohron (Tant qu’il reste une voix) ; de Doina Harap (No man’s Land) ; d’Adam Pageot Gendron (Campesinos, la terre nous appartient) ; de Martine Breuillaud (Né dans la neige) ; de Philippe Baylaucq (Le Magicien de Kaboul) ; de Nicole Giguère (Alice au pays des gros nez) ; de Carlos Ferrand (Yoga, le film) et de plusieurs artistes reliées à Vidéo-Femmes.
Elle a conçu spécialement pour Les Films de l’autre, Vidéo Femmes et le Conseil de la Culture de la région Québec Appalaches, un nouveau type d’atelier de création documentaire : Fiction de la Réalité, qui développe le travail du scénario documentaire à l’aide d’instruments d’analyse et de structure utilisés dans la fiction, à partir (entre autres) des approches de Joseph Campbell et de Robert McKee.
Elle a été élue au conseil d'administration de la Cinémathèque Québécoise en juin 2008 et a été directrice générale de cette institution depuis 2011à juin 2015.

## Rôle à la télévision
Iolande Cadrin-Rossignol fut l'une des comédiennes de la série La Souris verte.

## Filmographie

### Comme réalisatrice
- 1973 : La question que je me pose (court métrage)
- 1974 : L'amour quotidien (série dramatique)
- 1976 : Un pays, un goût, une matière (série documentaire)
- 1978 : Thetford au milieu de notre vie (coréalisation)
- 1979 : La tradition de l'orgue au Québec (documentaire)
- 1983 : Rencontre avec une femme remarquable : Laure Gaudreault (docu-drame)
- 1996 : Au nom de tous les dieux (sectes, mensonges et idéaux) (série documentaire)
- 2003 : Hubert Reeves - conteur d’étoiles (documentaire)
- 2011 : Du Big Bang au Vivant (documentaire coréalisé avec Denis Blaquière)
- 2018 : La Terre vue du cœur (documentaire)
- 2023 : L'Océan vu du cœur (documentaire coréalisé avec Marie-Dominique Michaud)

### Comme productrice
- 1996 : Lodela  (de Philippe Baylaucq)

## Distinctions
- 1991 : Prix Lumières